# Megachile haemotoxylonae
Megachile haemotoxylonae är en biart som beskrevs av Mitchell 1930. Megachile haemotoxylonae ingår i släktet tapetserarbin, och familjen buksamlarbin. Inga underarter finns listade i Catalogue of Life.